# ゆめっこ☆娘
ゆめっこ☆娘（ゆめっこ むすめ）とは、テレビ東京系列のオーディション番組『夢☆おうえん隊』から誕生した女性アイドルグループ。
デビュー曲は『夢☆追いかけて』（作編曲・作詞: Yu〈vague〉）。
2000年3月末に同番組の放送終了とともに解散した。

## メンバー遍歴
- 岡部令子（現 岡部玲子）
- 神戸みゆき
- 浅川ちひろ（現 浅川稚広）
- 秋野ひとみ
- 井上綾子
- 斉藤歩